# Megacyllene congener
Megacyllene congener är en skalbaggsart som först beskrevs av François Louis Nompar de Caumont de Laporte och Hippolyte Louis Gory 1841.  Megacyllene congener ingår i släktet Megacyllene och familjen långhorningar. Inga underarter finns listade i Catalogue of Life.